# جبل أم الرؤوس
جبل أم الرؤوس مدينة تقع في المنطقة الشرقية بالمملكة العربية السعودية.